# ISport International
ISport is een GP2 team dat vanaf de oprichting in 2005 meedoet aan de GP2 Series. Oprichter en leider van het iSport-team is Paul Jackson. In 2005 was het team een top team en haalde met Scott Speed podia, een derde plek in het rijderskampioenschap en een vierde plek in het teamskampioenschap. In 2006 gingen Ernesto Viso en Timo Glock bij het team gingen racen. Dit resulteerde in een vierde plek in het rijderskampioenschap voor Glock en een tweede plek in het teamskampioenschap. In 2007 met Timo Glock en Andi Zuber staat het team eerste in het teamskampioenschap. Won het kampioenschap en stroomde door naar de Formule 1. In 2008 probeert iSport het kampioenschap te verdedigen met Bruno Senna en Karun Chandhok.

## Formule 1
In 2009 doen geruchten de ronde dat iSport vanaf 2010 deel wil nemen aan het Formule 1 kampioenschap. Het team krijgt echter geen startplek toegewezen, en blijft derhalve actief in de GP2.